# Patricio Gregorio
Patricio Gregorio (Montevideo, Uruguay, 28 de febrero de 1999) es un futbolista uruguayo. Juega de centrocampista y su club actual es  Tacuarembó Fútbol Club club de segunda división uruguaya.

## Trayectoria
Patricio Gregorio surge de las formativas del Danubio Fútbol Club y su debut en el conjunto franjeado fue en 2018 bajo las órdenes del entrenador Pablo Peirano. Jugaría un total de 6 minutos ante Rampla Juniors mientras que al año siguiente acumularía 10 partidos. En la temporada 2020, el entrenador Martín Adrián García no contaría con el por lo que se iría a préstamo a la Segunda División Profesional, precisamente al Villa Española, club en el cual fue pieza clave para el ascenso del equipo hispánico jugando un total de 22 partidos, todos de titular.
Finalizada la cesión, el 8 de marzo de 2021 se hace oficial su llegada como jugador libre al Club Nacional de Football, convirtiéndose en el tercer alta tras las incorporaciones de Andrés D'Alessandro y Ángelo Gabrielli.

## Estadísticas
Nacional 0 minutos jugados

## Clubes
| Club                    | País    | Año       |
| ----------------------- | ------- | --------- |
| Danubio                 | Uruguay | 2018-2020 |
| Villa Española (cedido) | Uruguay | 2020      |
| Nacional                | Uruguay | 2021-2022 |
| River Plate (cedido)    | Uruguay | 2021      |